# Assassin's Creed III
Assassin's Creed III és un videojoc d'acció i aventures històrica amb punts de ciència-ficció i sigil en un món obert desenvolupat per Ubisoft per a PlayStation 3, Xbox 360, Wii U i Microsoft Windows. És la continuació d'Assassin's Creed: Revelations.
La trama principal del joc es dona durant la revolució Americana i el protagonista, Ratonhnhaké:ton (pron.: /ˈrəduːnˈhəɡeɪduːn/, també conegut pel nom adoptat Connor, és un mestís (mig anglès i mig mohawk). A més a més de l'època històrica, el joc també es remunta al present amb algunes escenes d'en Desmond Miles. El joc compta amb un nou motor construït des de zero, Anvil Next, que utilitza la capacitat total dels sistemes de la generació actual per oferir una "experiència de nova generació".